# Crispín Klander
Krispín Jander Klander fue un personaje interpretado por el humorista Florentino Fernández en el programa de humor Español Esta noche cruzamos el Mississippi, dirigido por el popular presentador de la década de 1990 Pepe Navarro. El personaje estaba basado en el humorista español Chiquito de la Calzada, pero en tono gay y casi transexual. En varias ocasiones se autodenominó asexual. Se alternó con otro personaje, parodia de Chiquito de la Calzada, llamado Lucas Grijander.
Estaba caracterizado con atuendos de color rosa, gafas grandes y un único mechón de pelo rubio. Se definía a sí mismo como un reportero modosito y decía hablar en chiquitistaní, dialecto oficial del país imaginario de Chiquitistán, con capital en Barbate. A menudo Crispín se comunicaba con Barbate mediante un teléfono que al sonar hacía «cuidadín, cuidadín». Se habló también de que podría haberse inspirado en diversos periodistas y tertualianos de la prensa rosa como Pepe Oneto o Jesús Mariñas, por su atuendo y su peinado.
La forma de hablar de Crispín Klander y de Lucas Grijander (otro personaje), le supusieron a Florentino Fernández una demanda por parte de Chiquito de la Calzada, que reclamaba el pago de derechos de autor por el uso de su forma de hablar.
Sus últimas apariciones en cadenas nacionales fueron el 24 de febrero de 2012, en el programa Otra movida de Neox, y el 22 de marzo de 2012 como invitado en El hormiguero 3.0, de Antena 3, ambos producidos por la productora de Pablo Motos y Jorge Salvador, 7 y acción. En enero de 2024, apareció en el programa El Desafío de Antena 3, haciendo una parodia junto a Pepe Navarro, ya que este último estaba como concursante.